# Hugo III Cypryjski
Hugo III Cypryjski, Hugo III de Poitiers-Lusignan (ur. 1235, zm. 24 marca 1284) – syn Izabeli de Lusignan i Henryka z Antiochii (syna Boemund IV Jednookiego i jego pierwszej żony – Placencji Gibelet). Król Cypru w latach 1267–1284 oraz regent i następnie król Jerozolimy (1268–1284) – jako Hugo I.
Od 1261 służył jako regent Cypru w czasie małoletności Hugona II. Został wybrany przez Wysoką Radę Cypru, która uważała, że jako mężczyzna będzie lepszym regentem niż jego matka Izabela (która jednak w 1263 została wybrana na regentkę Królestwa Jerozolimy). Izabela zmarła w 1264, a Hugo został kolejnym regentem Jerozolimy. Swoją kandydaturę zgłosił również brat cioteczny Hugona – Hugo de Brienne, syn Marii Cypryjskiej (córki króla Hugona I), jednak Wysoka Rada Jerozolimy wybrała Hugona jako naturalnego następcę swojej matki.
Młody Hugo II zmarł bezdzietnie w 1267. Hugo de Brienne nie zgłosił swoich pretensji do tronu, więc Hugo został wybrany na nowego króla 5 grudnia. Został koronowany 24 grudnia w katedrze Mądrości Bożej, w Nikozji. Hugo i jego potomkowie, królowie Cypru, zachowali nazwisko matki Hugona – de Lusignan, ponieważ odziedziczyli Cypr po wymarciu głównej linii tej rodziny. Po zamordowaniu króla Jerozolimy  Konradyna Hugo zgłosił pretensje do tronu w 1267 lub 1268. Konkurencyjną pretendentką była Maria z Antiochii, blisko spokrewniona z Konradynem, ale Wysoka Rada Jerozolimy odrzuciła jej pretensje i wybrała na króla Hugona. Został koronowany w Tyrze, 24 września 1269. Od 1277 królem Jerozolimy był równolegle Karol Andegaweński.

## Małżeństwo i potomstwo
Po 23 stycznia 1255 poślubił Izabelę z Ibelinu (1241-1324), córkę Gwidona z Ibelinu – konstabla Cypru i Filipy Berlais. Para ta miała 11 dzieci:
- Jana I de Lusignan (zm. 1285), króla Jerozolimy i Cypru,
- Boemunda de Lusignan (zm. 1281), pochowanego w kościele Franciszkanów w Nikozji,
- Henryka II de Lusignan (1271–31 sierpnia 1324), króla Jerozolimy i Cypru,
- Amalryka II de Lusignan, księcia Tyru (zm. 1310), konstabla Jerozolimy, regenta Cypru (i uzurpatora),
- Marię de Lusignan (1273–1322), od 1315 żonę króla Jakuba II Aragońskiego (1267–1327),
- Aimery'ego de Lusignan (1274/1280–po 1316), konstabla Cypru od 1303, regenta i zarządcę Cypru w 1310,
- Gwidona de Lusignan (1275/1280–1303), konstabla Cypru ok. 1291, od 1291 męża Eschiwy d'Ibelin, pani Bejrutu,
- Małgorzatę de Lusignan (ok. 1276–1296), od 1288 żonę Torosa III z Armenii,
- Alicję de Lusignan (1277/1280–po 1324), żonę Baliana z Ibelinu, tytularnego księcia Galilei i Betlejem,
- Helvis de Lusignan (zm. po 1324), żonę Hetuma II z Armenii,
- Izabelę de Lusignan (ok. 1280–1319), żonę (1) Konstantyna z Neghir, pana Partzerpert, (2) króla Oszina z Armenii (rozwód w 1316).